# 스체판 셰이치
스체판 셰이치(크로아티아어: Stjepan Šejić, 1981년 11월 27일 ~ )는 크로아티아의 만화가, 일러스트레이터이다. 이미지 코믹스의 《위치블레이드》의 후기 시리즈 작화를 맡은 것으로 유명하며, DeviantArt에 자신의 그림을 투고하고 있다.
그는 크로아티아의 빈코브치에서 태어나고 치리크베니차에서 성장했다. 어릴 적에는 변호사를 꿈꿨으며 만화를 그리고자 한 것은 얼마 되지 않았다고 한다.

## 저작
- 《랫 퀸스》 (2015-)
- 《데스 비질》 (2014)
- 《선스톤》 (2014)
- 《래바인》 (2012)
- 《위치블레이드》 (2007-11)